# Kreis Minden-Lübbecke
Kreis Minden-Lübbecke is een Kreis in de Duitse deelstaat Noordrijn-Westfalen. Kreisstadt is de stad Minden. De Kreis telt 310.270 inwoners (31 december 2020) op een oppervlakte van 1.152,42 km². Op 31 december 2020 had 9,38% van de inwoners een niet-Duits staatsburgerschap (29.105 niet-Duitsers) en hadden 295 inwoners het Nederlandse staatsburgerschap.

## Steden en gemeenten

Gemeenten in Minden-Lübbecke

De volgende steden en gemeenten liggen in de Kreis:
| Steden | Gemeenten                         |
| --- | --------------------------------- |
| 1. Bad Oeynhausen 2. Espelkamp 3. Lübbecke 4. Minden 5. Petershagen 6. Porta Westfalica 7. Preußisch Oldendorf 8. Rahden | 1. Hille 2. Hüllhorst 3. Stemwede |

Zie ook: Lijst van Kreise en kreisfreie steden in Noordrijn-Westfalen
Bad Oeynhausen · Espelkamp · Hille · Hüllhorst · Lübbecke · Minden · Petershagen · Porta Westfalica · Preußisch Oldendorf · Rahden · Stemwede